# Hanna Christiansen
Hanna Christiansen (* 1973) ist eine deutsche Psychologin und Hochschullehrerin.

## Leben
Christiansen absolvierte von 1994 bis 2002 ein Doppelstudium der Psychologie und der Neueren deutschen Literaturwissenschaft und Medienwissenschaften an der Philipps-Universität Marburg, dieses schloss sie mit dem Diplom im Fach Psychologie ab. Im Anschluss war sie an den Rheinischen Kliniken Essen, Universität Duisburg-Essen tätig und promovierte 2009. Von 2008 bis 2012 war sie wissenschaftliche Mitarbeiterin am Fachbereich Psychologie der Philipps-Universität Marburg und habilitierte sich 2012 für Psychologie. In den Jahren 2013 bis 2016 hatte sie eine W2-Professur für Klinische Kinder- und Jugendpsychologie in Marburg inne, 2016 wurde sie auf eine gleichnamige W3-Professur berufen. Seit 2014 hat Christiansen die Leitung des Instituts für Kinder- und Jugendlichen-Psychotherapie-Ausbildung Marburg sowie des Instituts für Kinder- und Jugendlichen-Psychotherapie-Ambulanz Marburg inne. Zudem ist Christiansen Herausgeberin der Fachzeitschrift Kindheit und Entwicklung.

## Schriften (Auswahl)
- mit Nele Dippel, Eva-Lotta Brakemeier: CBASPYoungAge. Behandlungsprogramm für Depressionen im Kindes- und Jugendalter, Beltz, Weinheim 2023, ISBN 978-3-621-28989-4.
- mit Martina Ruhmland: Praxiswissen ADHS : Unterstützung im Lebenslauf, Kohlhammer, Stuttgart 2022, ISBN 978-3-17-034266-8.
- mit Bernd Röhrle, Julia Fahrer, Markus Stracke, Lisa-Marie Dobener: Kinder von Eltern mit psychischen Erkrankungen. State of the Art für Psychotherapeutinnen, Pädiaterinnen, Pädagoginnen, Springer, Wiesbaden 2020, ISBN 978-3-658-30518-5.
- mit Tina In-Albon, Christina Schwenck: Verhaltenstherapie bei Kindern, Jugendlichen und jungen Erwachsenen : vom Erstgespräch zur Therapieplanung, Kohlhammer, Stuttgart 2020, ISBN 978-3-17-035653-5.
- Komorbide Störungen bei der Aufmerksamkeitsdefizit-, Hyperaktivitätsstörung unter Berücksichtigung des Einflusses von expressed Emotion, Marburg, Univ., Diss., 2009.